# Kamzík středozemní
Kamzík středozemní (Rupicapra pyrenaica) je druh kamzíka žijící v Pyrenejích, Kantaberském pohoří a v Apeninském pohoří. Dosahuje až 80 cm výšky, letní srst má ryšavě hnědou, v zimě se mění na černohnědou s tmavšími skvrnami kolem očí. Samci i samice mají dozadu zahnuté rohy dosahující až 20 cm délky. Hlavním zdrojem potravy jsou trávy, lišejníky, pupeny stromů. Tak jako všechny kozí antilopy je mrštný, jistý v nerovném hornatém terénu, nachází se ve výšce až 3 000 m. V polovině 20. století se stal ohroženým druhem, jeho kůže se využívala pro výrobu jelenice. Populace kamzíka se ale stabilizovala, v roce 2002 byla odhadnuta na 25 000 jedinců a dle Mezinárodního svazu ochrany přírody je málo dotčeným druhem.

## Poddruhy
- R. pa. pyrenaica (Pyrenejský kamzík)
- R. s. parva (Cantabrian kamzík): Španělsko
- R. s. ornata (Apeninský kamzík): Střední a jižní Itálie